# Elisabeth Oestreich
Elisabeth Oestreich (* 10. Juni 1909 in Jena; † 21. Mai 1994 ebenda) war eine deutsche Mittelstreckenläuferin.
Bei den Olympischen Spielen 1928 in Amsterdam schied sie über 800 Meter im Vorlauf aus.
Ihre persönliche Bestzeit von 2:26,1 min stellte sie 1928 auf. Elisabeth Oestreich startete für den 1. SV Jena.